# Closer (toneel)
Closer is een toneelstuk van de Britse dramaturg Patrick Marber, voor het eerst opgevoerd in het Londense Royal National Theatre op 22 mei 1997. Het is een stuk voor vier acteurs en bestaat uit twaalf scènes, verdeeld over twee bedrijven, waarin een complexe constellatie van interpersoonlijke relaties wordt uitgebouwd. Seks en liefde zijn de hoofdthema’s. Stilistisch behoort Closer tot een stroming in het Britse theater uit de jaren 90 die bekendstaat als in-yer-face theatre: het is confronterend, provocatief en taboeloos, en hanteert een onverbloemd taalgebruik, wars van franjes. Het was Marbers tweede toneelstuk.

## Samenvatting
Closer speelt in Londen in de jaren 90, toen het internet nog een nieuw fenomeen was. Alice Ayres is aangereden door Daniel Woolf en zit in het ziekenhuis. Daniel verdient de kost met het schrijven van necrologieën en droomt ervan auteur te worden. Hij voelt zich aangetrokken tot Alice, die zegt dat ze een stripper is. Alice heeft een litteken op haar been.
Later laat Dan zich portretteren door de professionele fotografe Anna, die zich tot hem aangetrokken voelt; hij is inmiddels samen met Alice. De daaropvolgende januari chat Daniel met Larry, de dermatoloog van het ziekenhuis, op een website genaamd London Fuck. Daniel noemt zichzelf ‘Anna’, maakt Larry geil met expliciet taalgebruik en nodigt hem bij wijze van grap uit op een seksdate. Larry en Anna worden hierdoor echter een paar en huwen kort daarop. Anna houdt een fototentoonstelling. Larry babbelt met Alice, die hij zich nog herinnert van in het ziekenhuis. 
Een jaar later verlaat Daniel Alice, want hij is verliefd op Anna en heeft reeds een jaar een verhouding met haar. Anna verlaat haar man Larry ten behoeve van haar verhouding met Daniel en omdat Larry op zakenreis in New York met een prostituee geslapen heeft.
In het tweede bedrijf praat Larry met Alice, die hij toevallig in een stripclub heeft aangetroffen; hij geeft haar al zijn geld indien ze hem haar echte naam vertelt en ze beweert dat ze Jane Jones heet. Een maand later wil Anna Larry in een restaurant overhalen de scheidingspapieren te ondertekenen; Daniel ontdekt dat Larry in ruil daarvoor een laatste keer met Anna wilde neuken. Nog een maand later heeft Alice een affaire met Larry. Alice en Anna ruziën in een museum. Larry is niet gelukkig; hij was veel liever bij Anna gebleven en zijn verhouding met Alice schijnt slechts een soort wraak op Anna te zijn.
Nog een maand later komt Daniel Larry in diens artsenpraktijk opzoeken: hij wil kennelijk Anna terug, die inmiddels weer samen met Larry is. Larry suggereert dat Alice’ litteken een gevolg van zelfverminking is. Hij geeft Daniel het adres van de stripclub waar Alice werkt; Daniel zou beter bij Alice dan bij Anna passen. Nog een maand later zijn Daniel en Alice wederom een paar en ze overnachten in een hotelkamer, waar ze veel seks hebben. Alice heeft voor hen beiden een uitstapje naar New York geboekt met het geld dat ze als stripper verdient; eensklaps bekent ze echter dat ze dikwijls met Larry geneukt heeft en dat ze niet meer van Daniel houdt, op hetzelfde ogenblik waarop Daniel zich realiseert dat Alice voor hem ‘de ware’ is. De affaire is hoe dan ook voorbij.
Een half jaar later is Larry samen met een verpleegster. Hij wil de zaken met Anna uitpraten en spreekt met haar af in een monumententuin. Alice is dood en de Amerikaanse politie heeft Daniel op de hoogte gebracht. Ze heette daadwerkelijk Jane Jones; ‘Alice Ayres’ was een naam die ze op een monument had gelezen.
Marber voorziet een alternatieve versie van scène drie voor opvoeringen waarin het projecteren van Larry en Daniels chatgesprek om praktische redenen niet mogelijk is.

## Receptie
Closer kreeg lovende kritieken. In 1999 werd het stuk bekroond met de prijs voor ‘beste buitenlands toneelstuk’ van de Amerikaanse New York Drama Critics’ Circle. Michael Billington van The Guardian was van mening dat het toneelstuk bij een herneming anno 2015 nog steeds actueel was; hij verwijst naar de invloed van de film Sex, Lies, and Videotape uit 1989, die ook Marber zelf onderkende. Volgens een andere recensent onderzoekt Closer menselijke relaties aan de hand van vier volwassenen die zich kinderachtig gedragen en geeft het daardoor een accuraat beeld van het moderne stadsleven.